# 이문한
이문한(李門翰, 1961년 7월 3일 ~ )은 前 KBO 리그 롯데 자이언츠와 삼성 라이온즈의 투수이다. 또한 前 롯데 자이언츠 운영 부장이며 2021년 창단된 동원과학기술대학교 감독으로  부임했다.

## 출신학교
- 대신초등학교 졸업
- 부산대신중학교 졸업
- 경남상업고등학교 졸업
- 동국대학교 체육교육학과 졸업